# 串原遠山氏
串原遠山氏（くしはらとおやまし）は、美濃国恵那郡串原（岐阜県恵那市串原）を本拠地とした利仁流加藤氏の子孫。美濃遠山氏の一派。居城は串原城。櫛原とも書く。

## 概要
文治元年（1185年）に源頼朝の重臣の加藤景廉が遠山荘の地頭となり、景廉の長男が改姓して遠山景朝と称し遠山氏の祖となった。
その後、遠山氏は、本家の岩村遠山氏以外にも遠山荘各地に分散し、居城ごとに分かれて「遠山七頭」（岩村・苗木・明知・飯羽間・串原・明照・安木など）と呼ばれるようになった。このうち、串原城を本拠地としていたのが串原遠山氏である。
明知遠山氏四代目の遠山景忠の子の遠山景綱を初代とする分家とされる。

## 室町時代
応永28年（1421年）の『花営三代記』に遠山櫛原
永享3年（1431年）の『永享以来御番帳』に遠山櫛原五郎
文安元年（1444年）の『交安年中御番帳』に遠山櫛原駿河入道
長享元年（1487年）と延徳3年（1491年）に長享・延徳の乱が勃発した際に将軍足利義尚方として土岐政房と共に遠山櫛原藤五郎、遠山櫛原次郎の名が見える。

## 戦国時代
元亀元年（1570年）12月には、串原遠山景男(右馬助)・遠山教景・串原遠山五郎経景が武田氏の侵攻による上村合戦に参戦し、武田家重臣の秋山虎繁と戦って遠山景男(右馬助)は討死にした。
討死にした人物は武田三代軍記では串原弥左衛門、美濃国諸旧記には串原弥左衛門親春と記されている。
天正2年（1574年）の武田氏の東濃侵攻により串原城は落城した。
武田勢から串原城を攻撃された際、遠山與五郎は岩窟に身を隠していたが、愛犬が岩窟の前で吠え続けたため、武田勢に発見され自ら岩窟から出て戦い討死したという。また、重臣の大嶋與市は牛に乗り自ら矢作川に身を投じて自害したという。
その後、串原遠山氏の家臣団は解体されて、それぞれ以下の集落の長百姓となった。
堀氏(閑羅瀬)、中垣氏(柿畑)、三宅氏(中沢)、大嶋氏(峯）、安藤氏(木根)
天正3年（1575年）の武田方が籠城する岩村城が織田方の攻撃により落城した岩村城の戦いでは、串原弥兵衛が討死している。
遠山右馬助（弥左衛門）の子の遠山経景は明知遠山氏の遠山利景の養子となって、利景と共に各地で戦功を重ね、明知遠山氏の再興に貢献した。
慶長5年（1600年）、上杉景勝が命令に従わないとして家康が会津征伐を始めた際、徳川軍麾下として経景・利景・苗木遠山友政・小里光親もこれに加わっていたが、石田三成が決起して関ヶ原の戦いが始まった。
経景・利景・友政・小里光親らは、西軍についた田丸直昌から領地を取り戻すために徳川方について東軍に参加することとし、木曽路を美濃に向けて進軍した。(東濃の戦い)
経景は串原・明知に戻り、野武士・狩人・郷民など恩顧の者達を集め、明知城奪還のために協力するよう説得し、500余人を二隊に分けて明知城へ向けて進軍した。
経景・利景・方景は、8月下旬、小里光親と共に明知城を包囲し、9月2日に田丸氏の守将は明知城を放棄して敗走したため追撃して首級13を挙げ、明知城を奪還した。

## 江戸時代
江戸幕府成立後に串原村は岩村藩領となったため、経景は旗本(交代寄合)となった遠山利景から、明知遠山氏の知行所の中の吉良見村と猿爪村の500石を与えられ家老となり、明知の落合砦の麓に居を構えたが、晩年は吉良見村へ移り住んだ。
元和18年（1662年）、経景は吉良見村で没して火葬にされた。法名は健雲宗勇大禅定門。
経景の嫡子の嘉兵衛、孫の七右衛門も、旗本(交代寄合)明知遠山氏の2代の遠山方景が開創した松林山雲祥寺を墓所とした。
現在、墓所として吉良見殿垣内の五輪塔3基が推定されるが、土地改良のために地形が変わり五輪塔も移動していて確認はできない。。なお経景は吉良見八幡神社の祭神ともなっている。
経景から11世の正景の代に「永田」へ改姓し、永田氏は代々、旗本明知遠山氏の江戸家老として版籍奉還まで明知遠山氏を支えた。
永田長景の代から明知遠山氏の菩提寺である龍護寺が菩提寺となり墓が残されている。

## 石高
太閤検地で串原村は、1,028石2升6合であったので、1,000石程度であったと思われる。